# Кладбища города Троицка
Список кладбищ города Троицк.
| Фото | Статус                          | Название                                      | Религиозное принадлежность   | Место | Характеристики                                                                                | Примечание |
| ---- | ------------------------------- | --------------------------------------------- | ---------------------------- | --- | --------------------------------------------------------------------------------------------- | --- |
|      | Не используется для захоронений | Старое татарское клабище                      | Мусульманское                | 54,082082° с. ш. 61,525300° в. д. В черте города                                                                                | Огорожено. Основной вход через гаражный кооператив. Отдельных вход к могиле Зайнуллы Расулева | Старейшее кладбище города. На нем похоронен Зайнулла Расулев                                                                         |
|      | Используется для захоронений    | Южное мусульманское кладбище                  | Мусульманское                | 54,050070° с. ш. 61,580934° в. д. Недалеко от поселка Южный (на границе города)                                                 | Появилось 1996 г., общая площадь составляет 1,2 га. Огорожено. Автобусное сообщение.          | Огорожено. Основной вход закрыт для проезда. Стоянка у ворот. Появился смотритель (конец 2019 года).                                 |
|      | Не используется для захоронений | Дмитровское кладбище (Старо-русское кладбище) | Православное                 | 54,084351° с. ш. 61,538727° в. д. В черте города. Рядом с церковью Димитрия Солунского.                                         | Частично огорожено.                                                                           | Примерно 40 дореволюционных надгробий. Похоронен троицкий поэт Анатолий Климов. Братская могила советских воинов Захоронения 18 века |
|      | Не используется для захоронений | Старое еврейское кладбище                     | Иудейское                    | 54,086747° с. ш. 61,536399° в. д. В черте города. Рядом с дмитровским кладбищем                                                 | 4 гектара. Огорожено. Имеется рядом здание бывшего молельного дома                            | Сохранились старинные захоронения коэнов, раввинов и почётных членов еврейской общины области.                                       |
|      | Используется для захоронений    | Южное христианское кладбище (Новое кладбище)  | Православное                 | 54,052034° с. ш. 61,548328° в. д. За городом. Район поселка Южный                                                               | 10 гектар. Огорожено. Автобусное сообщение.                                                   | На кладбище имеется могила учёного-животновода П. А. Кормщикова, признанная объектом культурного наследия.                           |
|      | Не используется для захоронений | Кладбище ТАТУ                                 | Светское                     | 54,083927° с. ш. 61,533866° в. д. На территории ТАТК ГА                                                                         | Огорожено. Рядом с корпусом общежития.                                                        | Братское кладбище борцов, павших за советскую власть                                                                                 |
|      | Не используется для захоронений | Амурское                                      | Христианское и мусульманское | 54,102393° с. ш. 61,570580° в. д. В черте города. Посёлок Амур.                                                                 | Аварийное состояние. Разделено железнодорожной веткой. Ограды нет.                            | Захоронения с 1870 года. |
|      | Исчезло                         | Бурумбайское кладбище                         | Мусульманское                | В черте города, на правобережье реки Уй, между поселком Южный («Бурумбайка») и бывшем Уральским заводом газоочистной аппаратуры |                                                                                               | Самое старое кладбище |